# Zviad Gamsachurdia
Zviad Konstantines dze Gamsachurdia (georgiska: ზვიად კონსტანტინეს ძე გამსახურდია, Zviad K'onst'ant'ines dze Gamsachurdia; ryska: Звиа́д Константи́нович Гамсаху́рдия, Zviad Konstantinovitj Gamsachurdija), född 31 mars 1939 i Tbilisi, död 31 december 1993 i Chibula i Georgien, var en georgisk politiker som spelade en avgörande roll i den georgiska självständighetsrörelsen.
Hans nationalistiska koalition fick i november 1990 makten i Georgiska SSR:s högsta sovjet och han valdes till det självständiga Georgiens förste president den 26 maj 1991. Gamsachurdia blev dock snart impopulär, och i december lät Tengiz Kitovani det georgiska nationalgardet belägra regeringsbyggnaderna. Gamsachurdia avgick den 6 januari 1992 och ersattes av Eduard Sjevardnadze, den tidigare sovjetiske utrikesministern.
Hans anhängare, zviadisterna, försökte genom väpnade aktioner i Megrelien under hösten 1993 återta makten. Gamsachurdia dog den 31 december 1993 i byn Chibula i Megrelien under oklara omständigheter; enligt vissa uppgifter begick han självmord. Han begravdes först i byn Dzjichasjkari i Megrelien, men flyttades sedan och begravdes i den tjetjenska huvudstaden Groznyj den 24 februari 1994. Sedan Micheil Saakasjvili efterträtt Sjevardnadze som landets president beslutade han att låta återta Gamsachurdias kvarlevor till Georgien.
Den 3 mars 2007 meddelade den nytillsatte tjetjenske presidenten Ramzan Kadyrov att kvarlevorna, som varit försvunna efter första och andra Tjetjenienkrigen, hade återfunnits. Sedan de identifierats av ryska experter i Rostov-na-Donu togs de tillbaka till Georgien den 28 mars 2007 och den 1 april begravdes Gamsachurdia ånyo i Tbilisi. Tbilisis huvudgata döptes i samband med detta om efter honom. Gamsachurdia ligger idag begraven vid Mtatsminda pantheon i huvudstaden.